# 물거품 불꽃/별이 반짝이는 이런 밤에
물거품 불꽃/별이 반짝이는 이런 밤에(うたかた花火/星が瞬くこんな夜に）는 2010년 8월 25일 발매한 supercell의 세 번째 싱글이다. 2010년 8월 25일에  Sony Records에서 발매.

## 개요
보컬에는 1st, 2nd 싱글 모두 니코니코 동화에서 2008년 3월까지 「멜트」로 시작해 많은 악곡을 커버한 동영상을 업로드 해 온 가젤nagi가 참가하고 있다. 싱글의 자켓 일러스트는 huke. 초회 한정판에는 「물거품 불꽃」비디오 클립, 「NARUTO-나루토-질풍전」십 라벨 스티커(「스튜디오 피에로」신작)가 동고.

## 수록곡
1. 물거품 불꽃(うたかた花火 / 우타카타 하나비) [6:01]
작사·작곡·편곡 : ryo
  - 일본 애니메이션『나루토 질풍전(NARUTO -ナルト- 疾風伝)』ED곡
2. 별이 반짝이는 이런 밤에(星が瞬くこんな夜に / 호시가 마타타쿠 콘나 요루니) [4:29]
작사·작곡·편곡 : ryo
  - PC게임『마법사의 밤(魔法使いの夜)』ED곡
3. Worldwide Love [4:46]
작곡·편곡 : ryo
4. 물거품 불꽃(うたかた花火) -Instrumental-
5. 별이 반짝이는 이런 밤에(星が瞬くこんな夜に) -Instrumental-
6. Worldwide Love -Instrumental-

## 같이 보기
- supercell
- 나루토 질풍전
- 마법사의 밤